# Douglas A-4 Skyhawk
A-4 Skyhawk (Chim ưng nhà trời) là máy bay cường kích ném bom cận âm được thiết kế ban đầu để hoạt động từ tàu sân bay của Hải quân Hoa Kỳ. Nó được Douglas Aircraft Corporation (sau này là McDonnell Douglas) thiết kế và chế tạo, và có tên hiệu ban đầu là A4D theo hệ thống ký hiệu của Hải quân trước năm 1962.
50 năm sau khi bay chuyến bay đầu tiên, và sau những vai trò chính yếu tại Việt Nam, cuộc tranh chấp quần đảo Falklands và Chiến tranh Yom Kippur, vẫn còn gần 3.000 chiếc Skyhawk đang phục vụ trong không quân nhiều nước trên toàn thế giới, kể cả trên tàu sân bay.

## Thiết kế và phát triển
Skyhawk được Ed Heinemann của hãng Douglas thiết kế nhằm đáp ứng yêu cầu của Hải quân Hoa Kỳ cần có một máy bay cường kích phản lực nhằm thay thế chiếc A-1 Skyraider. Heinemann hướng về một thiết kế tối thiểu về kích thước, trọng lượng và độ phức tạp. Kết quả là một máy bay cường kích với trọng lượng chỉ bằng nửa tiêu chuẩn do Hải quân đưa ra và cánh nhỏ đến mức không cần gập lại khi xếp đỗ trên tàu sân bay. Không lâu sau, chiếc Skyhawk nhỏ bé được mang những biệt danh "Scooter," "Bantam Bomber," "Tinker Toy Bomber," và do đặc tính nhanh nhẹn của nó, "Heinemann's Hot-Rod."

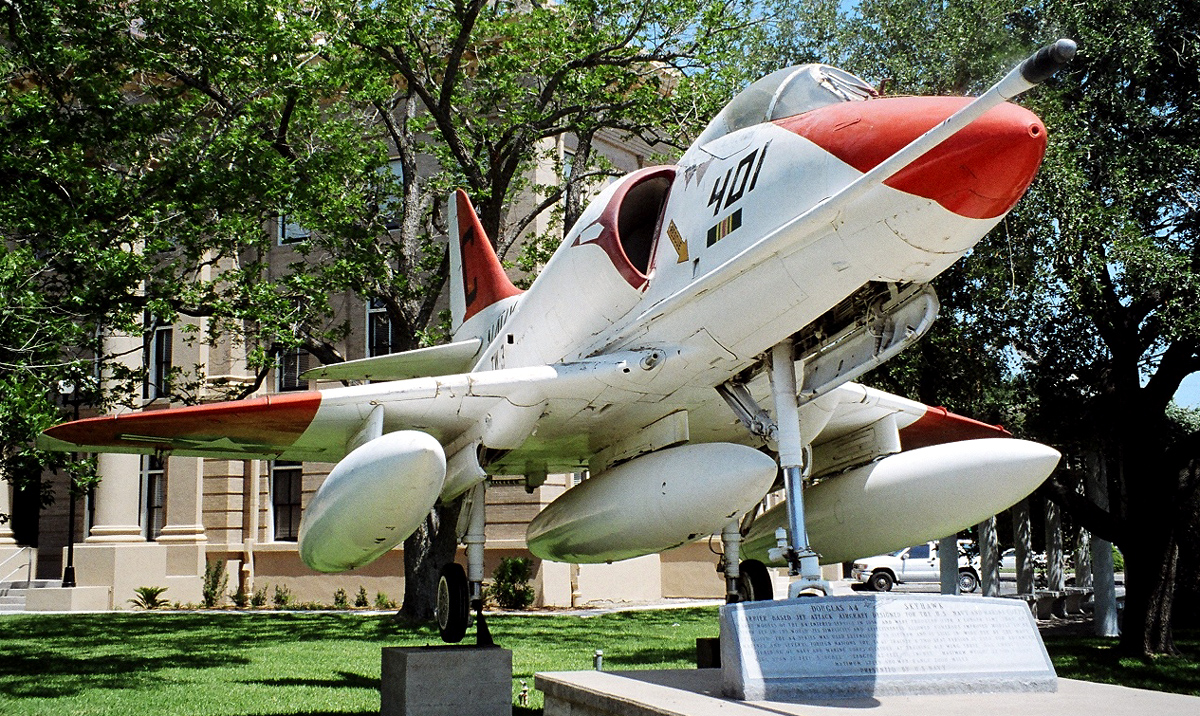
Một chiếc Skyhawk đang trưng bày.

Thiết kế mang đặc điểm chung sau Thế chiến II với cánh tam giác gắn thấp, 3 bánh đáp và một động cơ duy nhất phía sau với cửa hút gió hai bên thân. Cánh đuôi có dạng chữ thập, với cánh ổn định ngang gắn trên thân. Vũ khí bao gồm 2 khẩu pháo 20 mm Colt Mk 12 gắn ở gốc cánh và có 200 quả đạn cho mỗi khẩu, và nhiều loại bom, rocket và tên lửa khác nhau được mang trên 1 đế giữa thân và 2 đế trên cánh (sau này tăng lên 4 đế).
Thiết kế A-4 là một ví dụ tốt của sự đơn giản. Ví dụ như, sự lựa chọn cánh tam giác mang lại tốc độ và độ cơ động, dự trữ nhiên liệu lớn, kích thước nhỏ không đòi hỏi cánh xếp – đánh đổi lại hiệu năng bay đường trường. Các cánh tà trước được thiết kế để tự động hạ xuống ở một tốc độ thích hợp nhờ trọng lực và áp lực không khí, nhờ đó không cần thiết kế động cơ hay ngay cả nút chuyển. Tương tự, hệ thống đáp không choán chỗ trên cánh, chỉ có bánh đáp thu gọn vào thân còn trục đỡ được bọc lại bên dưới cánh. Bản thân cấu trúc cánh có thể nhẹ hơn với cùng độ cứng chắc, và loại bỏ cơ cấu gập cánh càng làm giảm nhẹ hơn. Đây là điều trái ngược lại với thực tế trong thiết kế máy bay: tăng trọng lượng một nơi đòi hỏi gia tăng đối trọng cho cân bằng, lại yêu cầu động cơ mạnh hơn và nặng hơn... thành một vòng lẩn quẩn.
A-4 đi tiên phong trong việc dùng kỹ thuật "buddy" (bạn bè) tự tiếp dầu trên không. Điều này cho phép tiếp dầu các máy bay dùng cùng loại mà không cần máy bay tiếp dầu chuyên dùng, một ưu điểm cho các lực lượng không quân nhỏ hay hoạt động ở những nơi xa xôi. Một chiếc A-4 chỉ định để làm nhiệm vụ tiếp dầu sẽ mang bộ tiếp dầu bao gồm thùng nhiên liệu phụ và vòi tiếp dầu, sẽ không mang vũ khí mà đổ đầy dầu đến tối đa tải trọng và cất cánh trước tiên. Các máy bay làm nhiệm vụ tấn công sẽ mang đầy vũ khí và chỉ đổ một lượng nhiên liệu vừa đủ, và sau khi cất cánh sẽ được tiếp đầy dầu từ chiếc A-4 tiếp dầu thông qua một vòi bên phải trước mũi máy bay. Giờ đây nó sẽ xuất kích với đầy vũ khí và đầy nhiên liệu. Dù kỹ thuật này ít khi được dùng đến trong quân đội Hoa Kỳ sau sự xuất hiện của máy bay tiếp dầu KA-3 Skywarrior chuyên dùng, chiếc F/A-18E/F Super Hornet vẫn có tính năng này dự phòng việc thiếu hụt máy bay tiếp dầu chuyên dùng trong tương lai.
A-4 cũng được thiết kế để có thể đáp khẩn cấp, trong trường hợp hư hỏng bộ phận thủy lực, bằng hai thùng dầu phụ gần như luôn được mang hai bên cánh. Hạ cánh như thế chỉ gây những hư hại nhỏ cho mũi máy bay có thể sửa chữa trong vòng 1 giờ.
Hải quân đã ký kết hợp đồng đặt hàng vào ngày 12 tháng 6 năm 1952, và kiểu mẫu thử nghiệm đầu tiên bay lần đầu vào ngày 22 tháng 6 năm 1954. Việc giao hàng cho Hải quân và Thủy quân Lục chiến Mỹ được thực hiện vào cuối năm 1956.
Skyhawk được tiếp tục sản xuất cho đến năm 1979, với tổng cộng 2.960 máy bay, bao gồm 555 chiếc 2 chỗ dành cho huấn luyện.

## Lịch sử hoạt động

### Hoa Kỳ
A-4 là một trong những kiểu máy bay hải quân được xuất khẩu nhiều nhất thời hậu chiến. Do kích thước nhỏ, nó dùng được trên những tàu sân bay cũ, nhỏ thời Thế Chiến II mà hải quân nhiều nước còn sử dụng trong những năm 60. Những tàu cũ này thường không thể mang những chiếc tiêm kích mới hơn như F-4 Phantom II và F-8 Crusader, vốn nhanh hơn và tính năng tốt hơn A-4, nhưng cũng to hơn và nặng hơn đáng kể.
Hải quân Mỹ bắt đầu rút kiểu máy bay này khỏi các phi đội tiền phương từ năm 1967, chiếc cuối cùng nghỉ hưu năm 1975.
Thủy quân Lục chiến Mỹ thay vì chuyển sang A-7 Corsair II như Hải quân đã làm, đã giữ lại những chiếc A-4 trong phục vụ, và đặt mua thêm phiên bản mới hơn A-4M. Chiếc A-4 cuối được giao cho Thủy quân Lục chiến năm 1979, và được sử dụng cho đến giữa những năm 80 trước khi nó được thay bởi kiểu STOVL AV-8 Harrier II linh hoạt hơn và nhỏ tương đương.
Phi đội VMA-131 Diamondbacks thuộc Thủy quân Lục chiến cho nghỉ hưu 4 chiếc OA-4M cuối cùng vào ngày 22 tháng 6 năm 1994. Các kiểu A-4 huấn luyện tiếp tục phục vụ trong hải quân tìm được vai trò mới, khi những chiếc A-4 nhanh nhẹn được dùng để mô phỏng MiG-17 trong Huấn luyện Không chiến Khác biệt (DACT). Nó phục vụ vai trò trên cho đến năm 1999, khi nó được thay bằng T-45 Goshawk.
Hoạt động linh lợi của A-4 cũng khiến nó được chọn thay thế F-4 Phantom II khi Hải quân thu gọn những chiếc máy bay dùng trong Đội Thao diễn Blue Angels, cho đến khi có mặt F/A-18 Hornet vào những năm 80. Những chiếc A-4 cuối cùng của Hải quân, kiểu TA-4J trong phi đội hỗn hợp VC-8, tiếp tục được dùng để kéo mục tiêu giả và giả lập mục tiêu trong huấn luyện không chiến tại căn cứ Không lực Hải quân Roosevelt Roads. Nó chính thức nghỉ hưu vào ngày 3 tháng 5 năm 2003.
A-4 được các đội bay yêu thích vì nó bền chắc và nhanh nhẹn. Những tính chất này, cùng với giá rẻ, chi phí vận hành thấp, dễ bảo trì khiến A-4 trở nên thông dụng cho Hoa Kỳ và không quân thế giới. Ngoài Mỹ, ít nhất 3 nước khác đã dùng A-4 Skyhawks trong chiến tranh.

#### Chiến tranh Việt Nam

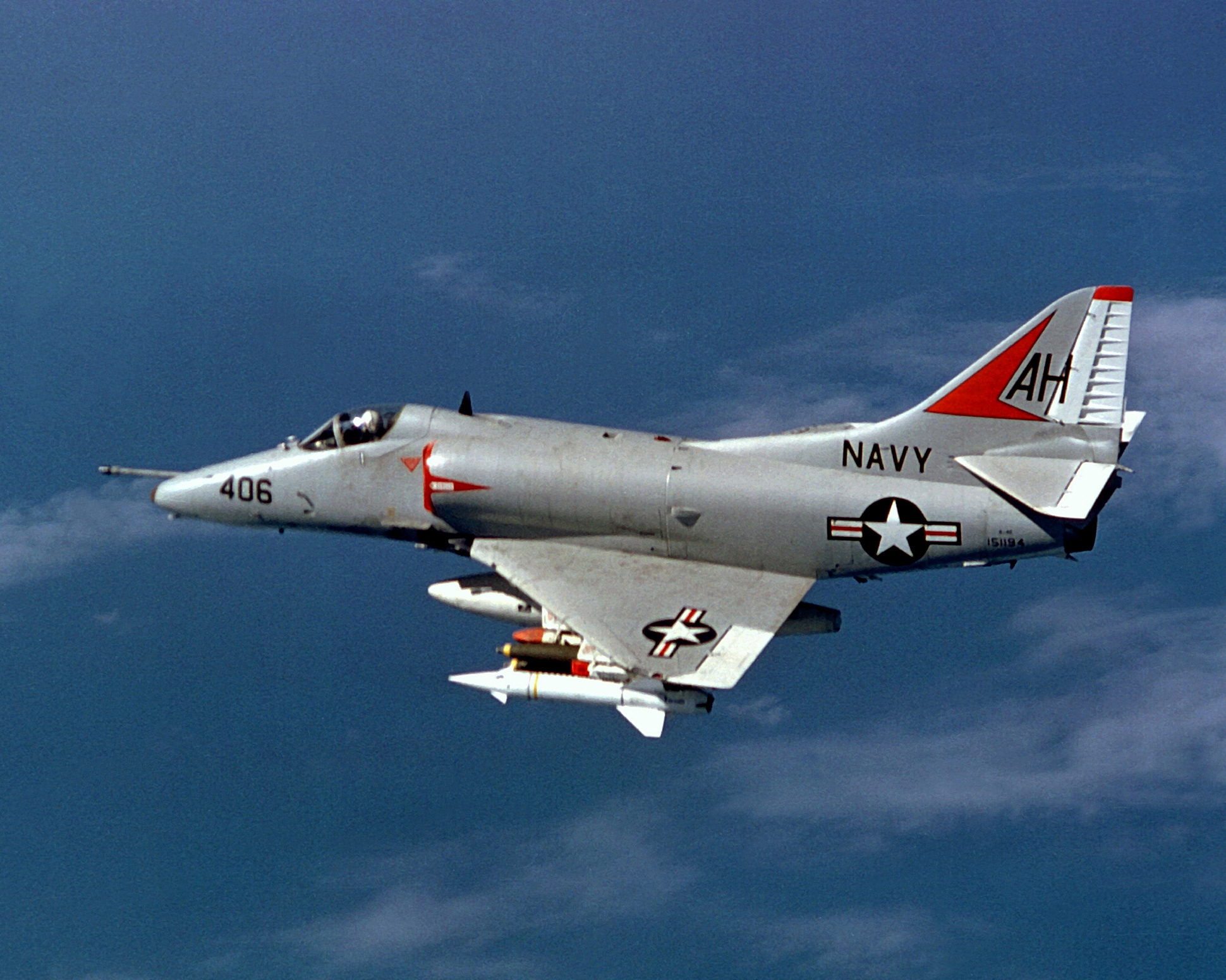
Một chiếc A-4 trong chiến tranh Việt Nam

Skyhawk là máy bay ném bom hạng nhẹ chủ lực của Hải quân trên miền Bắc Việt Nam trong những năm đầu của Chiến tranh Việt Nam, trong khi Không quân bay chiếc F-105 Thunderchief siêu âm. Nó được thay thế bởi A-7 Corsair II trong vai trò ném bom hạng nhẹ. Skyhawk thực hiện một số trong những phi vụ tấn công đầu tiên của cuộc chiến, và một chiếc Skyhawk của Thủy quân Lục chiến được tin là đã thả trái bom Mỹ cuối cùng xuống đất nước này. Những phi công đáng chú ý như Trung úy Everett Alvarez, Trung tá Hugh Magee, John McCain, và Phó Đô Đốc James Stockdale đã từng lái Skyhawk. Vào ngày 1 tháng 5 năm 1967, Thiếu tá Theodore R. Swartz lái chiếc A-4C Skyhawk thuộc phi đội VA-76 từ tàu sân bay USS Bon Homme Richard bắn rơi một chiếc MiG-17 bằng tên lửa không điều khiển Zuni, là chiến công không chiến duy nhất của Skyhawk trong cuộc chiến.
Thiếu tá John McCain lái A-4, một lần từng phải trèo ra bằng ống tiếp dầu của một chiếc Skyhawk đậu trên tàu sân bay USS Forrestal, để thoát khỏi đám cháy đang tàn phá sàn đáp gây ra bởi rocket Zuni phát nổ, mà sau đó cướp mất sinh mạng của 134 thủy thủ. John McCain thoát ra khỏi máy bay bằng cách trèo ra khỏi buồng lái, tụt xuống mũi máy bay, nhảy ra khỏi ống tiếp dầu. Băng ghi hình trên chiếc Forrestal cho thấy McCain thoát chết khỏi vụ nổ chỉ trong tích tắt. Sau này ông bị bắn rơi trên bầu trời Việt Nam khi đang bay một chiếc Skyhawk khác.
Tổn thất A-4 đầu tiên xảy ra ngày 5 tháng 8 năm 1964, khi Trung úy Hải quân Everett Alvarez thuộc phi đội VA-144, bay từ tàu USS Constellation, bị bắn hạ khi đang tấn công tàu phóng ngư lôi. Alvarez nhảy dù an toàn sau khi bị pháo phòng không bắn trúng, và trở thành tù binh chiến tranh Hải quân đầu tiên của cuộc chiến; ông được thả ngày 12 tháng 2 năm 1973. Chiếc A-4 cuối cùng bị mất vào ngày 26 tháng 9 năm 1972, khi Đại úy Thủy quân Lục chiến James P. Walsh, phi đội VMA-211, bay từ căn cứ không quân Biên Hòa, Nam Việt Nam, trúng đạn mặt đất gần An Lộc, Bình Long, khi đang thực hiện phi vụ yểm trợ mặt đất. Máy bay bị cháy buộc ông phải nhảy dù. Các đơn vị giải cứu được gửi tới, nhưng máy bay trực thăng giải cứu bị trúng đạn và buộc phải rút lui. Đại úy Walsh nhảy dù xuống đất an toàn và bị bắt làm tù binh ngay khi tiếp đất, trở thành tù binh Thủy quân Lục chiến cuối cùng của cuộc chiến. Ông cũng được thả vào ngày 12 tháng 2 năm 1973.
Trong suốt cuộc chiến, 362 chiếc Skyhawk A-4/AT-4F bị mất vì mọi lý do. Hải quân mất 271 chiếc A-4, Thủy quân Lục chiến mất 81 chiếc A-4 và 10 chiếc TA-4F. Có 32 chiếc A-4 bị mất do tên lửa đất đối không (SAM), và một chiếc do MiG-17 bắn rơi ngày 25 tháng 4 năm 1967.

### Israel
Cuối những năm 60 và 70, Skyhawk Không quân Israel trở thành máy bay tấn công mặt đất chủ yếu trong cuộc Chiến tranh Tiêu hao (1967-1970) và Chiến tranh Yom Kippur (Chiến tranh tháng 10 năm 1973). Skyhawk có giá chỉ bằng 1/4 chiếc Phantom II, chở được nhiều bom hơn và có tầm bay xa hơn kiểu máy bay tiêm kích chiếm ưu thế trên không mà nó thay thế. Tháng 5 năm 1970, chiếc Skyhawk Israeli do Đại tá Ezra Dotan lái đã bắn rơi một chiếc MiG-17 bằng tên lửa không điều khiển ở phía Nam Liban. Những chiếc Skyhawk chịu tổn thất lớn do các khẩu đội tên lửa SA-6 Gainful tinh vi. Chúng được thay thế bởi F-16s.

### Argentina
Argentina không chỉ là nước ngoài đầu tiên sử dụng Skyhawk mà còn là nước ngoài Mỹ sử dụng nhiều nhất với gần 130 chiếc A-4 được giao từ năm 1965. Không quân Argentina nhận 25 chiếc A-4B năm 1966 và 25 chiếc nữa vào năm 1970, tất cả được tân trang tại Mỹ bởi công ty Lockheed Service trước khi giao và được ký hiệu A-4P cho dù nó vẫn được gọi tại chỗ là A-4B. Nó có 3 giá vũ khí và phục vụ tại Tiểu đoàn 5 Không quân (tiếng Tây Ban Nha: V Brigada Aerea). Năm 1976, 25 chiếc A-4C nữa được đặt hàng để thay thế những chiếc F-86 Sabre vẫn còn đang phục vụ tại Tiểu đoàn 4 Không quân (tiếng Tây Ban Nha: IV Brigada Aerea). Nó được giao nguyên trạng, và được tân trang để bay bởi kỹ thuật viên không quân tại Río Cuarto, Cordoba. Nó có 5 giá vũ khí và có thể sử dụng tên lửa đối không AIM-9B Sidewinder.
Hải quân Argentina cũng mua Skyhawk dưới dạng 16 chiếc A-4B và 2 chiếc để dùng làm phụ tùng thay thế, được biến cải với 5 giá vũ khí và mang tên lửa AIM-9B Sidewinder, ký hiệu A-4Q. Nó được dùng trong năm 1971 để thay thế F9F Panther và F9F Cougar sử dụng trên tàu sân bay ARA Veinticinco de Mayo bởi Phi đội Tiêm kích/Tấn công 3 (tiếng Tây Ban Nha: 3ra Escuadrilla Aeronaval de Caza y Ataque).
Hoa Kỳ đặt lệnh cấm vận phụ tùng thay thế năm 1977 do cuộc Chiến tranh Bẩn thỉu (được dỡ bỏ trong những năm 90 dưới thời Tổng thống Carlos Menem, khi Argentina trở nên một đồng minh chính không thuộc khối NATO). Dù vậy, A-4 vẫn phục vụ tốt trong chiến tranh đảo Falklands năm 1982, nơi nó có những chiến thắng đối với Hải quân Hoàng gia Anh.

#### Chiến tranh đảo Falklands
Trong cuộc xung đột năm 1982, chỉ trang bị bom phá và thiếu các thiết bị điện tử hay tên lửa tự vệ, Skyhawk của Không quân Argentina đã đánh chìm các tàu chiến HMS Coventry (D118) và HMS Antelope (F170) cũng như gây hư hại nặng cho nhiều chiếc khác: RFA Sir Galahad (1966) (sau đó tự đánh chìm), HMS Glasgow (D88), HMS Argonaut (F56), HMS Broadsword (F88) và RFA Sir Tristram. A-4Q của Hải quân Argentina bay từ căn cứ hải quân Río Grande, Tierra del Fuego cũng ném bom tấn công các tàu Anh và tiêu diệt chiếc HMS Ardent (F184).
Tổng cộng, có 22 chiếc Skyhawks (10 chiếc A-4B, 9 chiếc A-4C và 3 chiếc A-4Q) bị mất vì mọi lý do trong cuộc chiến kéo dài 6 tuần.
Sau chiến tranh, những chiếc A-4B và A-4C còn lại của Không quân được nâng cấp trong chương trình Halcon với pháo 30 mm, tên lửa đối không và những chi tiết nhỏ và được sáp nhập vào Tiểu đoàn 5 Không quân. Tất cả được rút khỏi sử dụng năm 1999 và được thay bằng 36 chiếc OA/A-4AR Fightinghawk với nhiều cải tiến. Nhiều khung máy bay TA-4J và A-4E cũng được giao trong chương trình A-4AR chủ yếu để sử dụng phụ tùng thay thế.
Năm 1983, Hoa Kỳ phủ quyết việc Israel giao 24 chiếc A-4H cho Hải quân Argentina để thay thế A-4Q, mà cuối cùng cũng nghỉ hưu vào năm 1988.

### Kuwait
Gần đây nhất, Skyhawk của Không quân Kuwait chiến đấu trong Chiến dịch Bảo táp Sa mạc năm 1991. Trong số 36 chiếc được giao cho Kuwait trong những năm 70, 23 chiếc còn lại sau cuộc tấn công của Iraq và cuộc xung đột, với chỉ có 1 chiếc bị phá hủy trong chiến đấu.

## Vai trò huấn luyện và giả lập mục tiêu

Những chiếc A-4 Skyhawk giả lập thuộc Phi Đội VF-126 tại căn cứ Không lực Hải quân Miramar năm 1993.

Chiếc A-4 Skyhawk được giao vai trò huấn luyện trên phiên bản TA-4J thay thế chiếc TF-9 Cougar như là máy bay huấn luyện phản lực nâng cao, được sơn màu trắng-cam, và phục vụ trong vài thập niên cho đến khi được thay thế bởi T-45 Goshawk. Những chiếc TA-4J Skyhawk khác được giao vai trò Huấn luyện Dụng cụ RAG tại các căn cứ Không lực Hải quân chủ yếu dưới tên gọi RCVW-12 và RCVW-4. Huấn luyện Dụng cụ RAG cho phép huấn luyện chuyển loại phản lực cho các phi công hải quân vào thời điểm còn rất nhiều phi công lái máy bay cánh quạt; cũng như huấn luyện dụng cụ hằng năm và kiểm tra phi công hải quân. Chiếc TA-4J sử dụng được gắn nắp che tháo được để phi công đang huấn luyện phải thể hiện kỹ năng lái bằng công cụ mà không bị ảnh hưởng bên ngoài. Các phi đoàn được trang bị là: VF-126 ở Miramar, VA-127 (sau là VFA-127) ở Lemoore, VF-43 ở Oceana và VA-45 (sau là VF-45) ở Key West.
Những chiếc A-4 Skyhawk khác được bố trí đến các phi đội hỗn hợp (VC) khắp thế giới để huấn luyện và các dịch vụ khác cho các đơn vị được triển khai. Đó là: VC-1 tại Barber's Point, VC-2 tại căn cứ Miramar, VC-5 ở Cubi point, Philippines, VC-8 ở Roosevelt Roads, Puerto Rico, VC-10 ở vịnh Guantanamo, Cuba, VC-12 (sau là VFC-12) tại Oceana và VC-13 ở Miramar.
Với sự nhấn mạnh đến Huấn luyện Cơ Động trong Không Chiến (ACM) trong việc thành lập Trường Huấn luyện Vũ khí Chiến đấu Hải quân (Navy Fighter Weapons School - TOPGUN) vào năm 1968, A-4 Skyhawk được TOPGUN lựa chọn như là chiếc thay thế MiG-17. Lúc đó, F-4 Phantom chỉ mới bắt đầu khai thác đầy đủ tiềm năng một chiếc tiêm kích và chưa thể hiện hết như mong muốn chống lại những đối thủ MiG-17 và MiG-21 nhỏ hơn của Bắc Việt Nam. TOPGUN giới thiệu khái niệm Huấn luyện Không chiến Khác biệt (DACT: Dissimilar Air Combat Training) dùng những chiếc A-4E.
Kích cỡ nhỏ của Skyhawk và tính năng điều khiển cực dễ ở tốc độ thấp trong tay các phi công được huấn luyện kỹ khiến nó trở nên lý tưởng để hướng dẫn những điểm chi tiết của DACT. Các phi đội thực sự bắt đầu được sơn gam màu sáng tương phản nhấn mạnh sự chuyển đổi vai trò chính là huấn luyện giả lập. Để thực hiện vai trò giả lập tốt, các kiểu A-4E và F một chỗ ngồi được sử dụng, nhưng tốt nhất là Skyhawk "Super Fox," trang bị động cơ nâng cấp J52-P-408 tương tự như cấu hình dùng bởi phi đội thao diễn Blue Angels.
Số máy bay Skyhawk dư ra từ Thủy quân Lục chiến kiểu A-4M được dùng trong cả VF-126 và TOPGUN. Mặc dù A-4 được bổ sung bởi F-5E, F-21 (Kfir), F-16 và F/A-18 trong vai trò giả lập, A-4 vẫn tiếp tục được dùng cho đến khi VF-43 cho nó nghỉ hưu năm 1993 và không lâu sau là VFC-12. Những chiếc A-4 cuối cùng của VC-8 nghỉ hưu vào năm 2003.

## Các biến thể

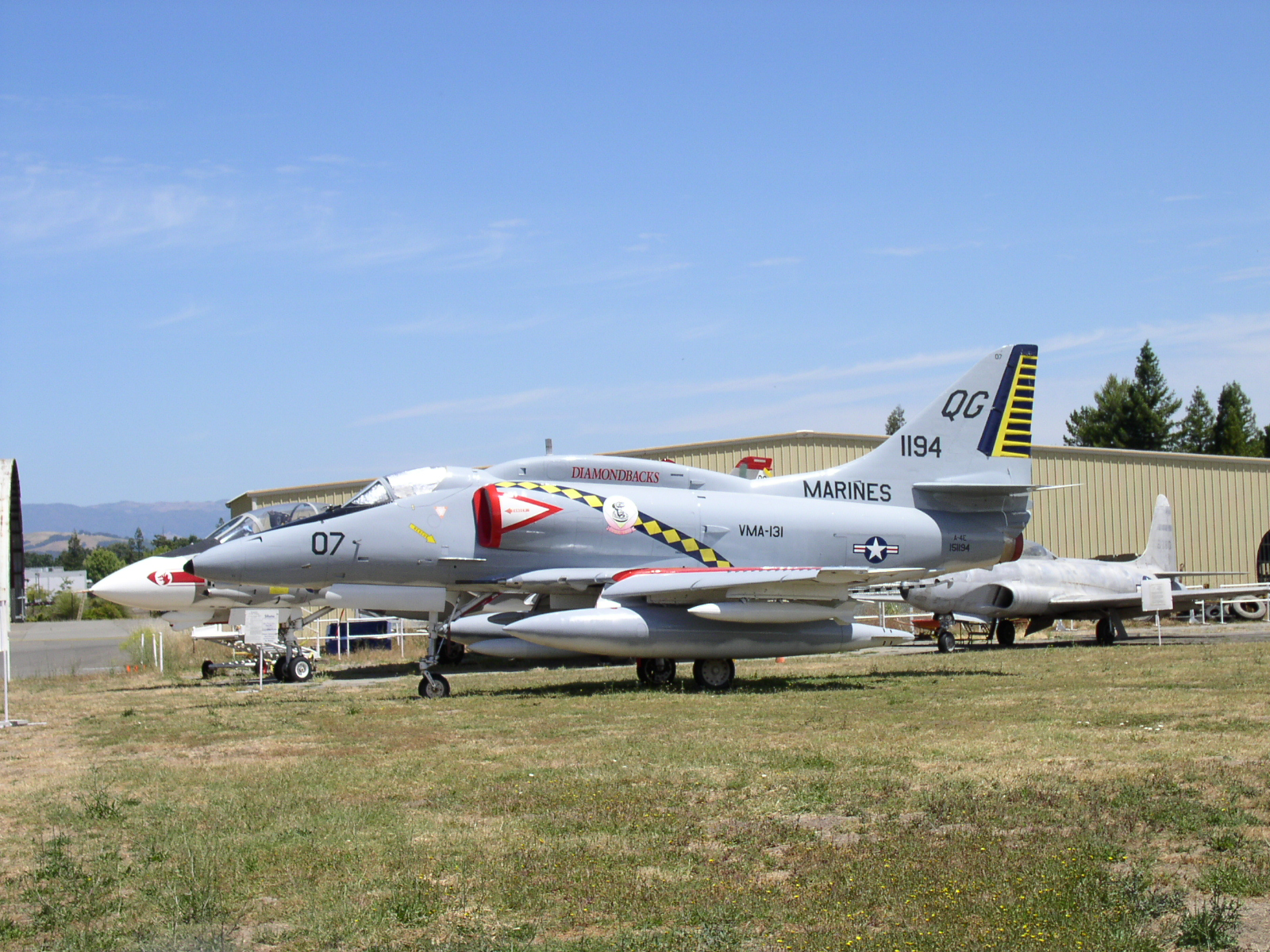
A-4E Skyhawk

### Nguyên mẫu
- XA4D-1: Nguyên mẫu
- YA4D-1 (YA-4A, sau đó tên A-4A): Những chiếc thử nghiệm và tiền sản xuất.

### A-4A
- A4D-1 (A-4A): Phiên bản sản xuất ban đầu, 166 chiếc.

### A-4B
- A4D-2 (A-4B): Cải tiến độ cứng khung máy bay, khả năng tiếp nhiên liệu trên không, hệ thống dẫn đường và kiểm soát bay, mang được tên lửa AGM-12 Bullpup, 542 chiếc.
  - A-4P: A-4B tân trang để bán cho Không quân Argentine, được Argentine gọi là A-4B.
  - A-4Q: A-4B tân trang để bán cho Hải quân Argentine.
- A4D-3: phiên bản đề nghị với cải tiến hệ thống điện tử, không được sản xuất.

### A-4C
- A4D-2N (A-4C): Phiên bản A4D-2 cải tiến bay đêm/bay mọi thời tiết, trang bị radar AN/APG-53A, hệ thống lái tự động, hệ thống ném bom tầm thấp (LABS). Trang bị động cơ Wright J65-W-20 có lực đẩy 8.200 lbf (36,5 kN), 638 chiếc.
  - A-4L: 100 chiếc A-4C được tân trang để chuyển cho các phi đội Hải quân Dự bị.
  - A-4S: 40 chiếc A-4C được tân trang để bán cho Không quân Singapore.
    - A-4SU Super Skyhawk: Phiên bản A-4S cải tiến nhiều và nâng cấp, gắn động cơ turbo quạt ép General Electric F404 không đốt sau, hệ thống điện tử được hiện đại hóa.
    - TA-4S: bảy chiếc máy bay huấn luyện cho kiểu trên. Khác đa số các máy bay Skyhawk huấn luyện khác là có nóc buồng lái riêng cho huấn luyện viên chứ không ngồi chung với học viên trong một nóc buồng lái kéo dài.
    - TA-4SU: Một phiên bản cải tiến kéo dài và nâng cấp TA-4S thành chuẩn A-4SU.

  - A-4PTM: 40 chiếc A-4C và A-4L được tân trang để bán cho Không quân Hoàng gia Malaysia, có nhiều tính năng của A-4M.
    - TA-4PTM: Một số ít phiên bản huấn luyện cho kiểu trên.
- A4D-4: Phiên bản dự định có kiểu cánh mới, tầm xa, bị hủy bỏ; tên hiệu A-4D không được dùng để tránh nhầm lẫn với chiếc A4D.

### A-4E
- A4D-5 (A-4E): Phiên bản nâng cấp chính, gắn động cơ mới Pratt & Whitney J52-P-6A lực đẩy 8.400 lbf (37 kN), khung máy bay chắc hơn và thêm hai đế gắn vũ khí (tổng cộng năm đế), cải tiến hệ thống điện tử, TACAN, radar dẫn đường Doppler, radar độ cao, máy tính điều khiển ném bom, và hệ thống điều khiển ném bom tầm thấp AJB-3A. Nhiều chiếc sau này được nâng cấp động cơ J52-P-8 lực đẩy 9.300 lbf (41 kN); 499 chiếc.
  - TA-4E: hai chiếc A-4E được cải tiến thành nguyên mẫu của phiên bản huấn luyện.
- A4D-6: Phiên bản được đề nghị, không được chế tạo.

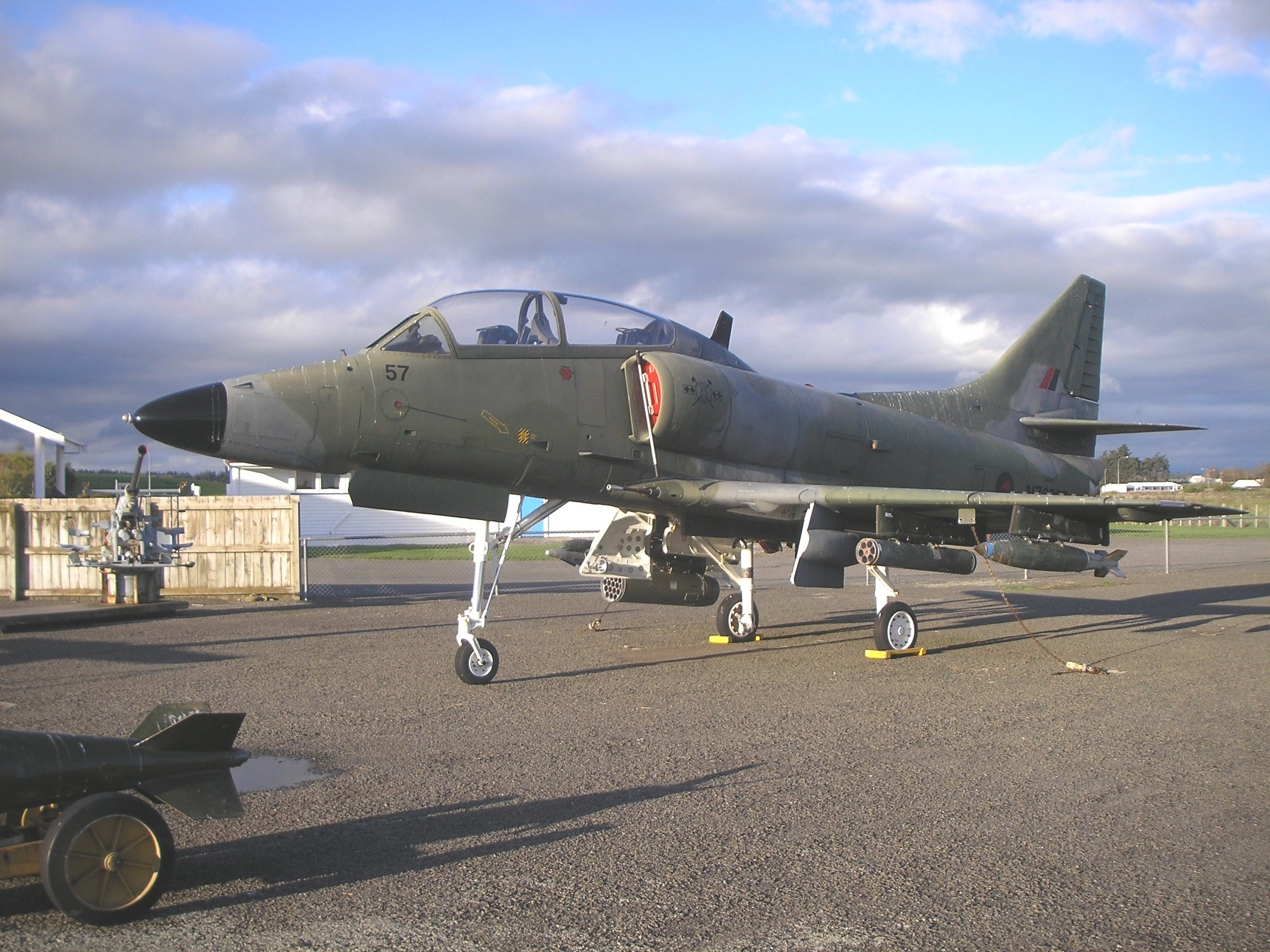
Chiếc Skyhawk cuối cùng, đặt tên TA-4K, từng phục vụ trong Không quân Hoàng gia New Zealand, hiện đang được trưng bày tại Bảo tàng Không quân Hoàng gia New Zealand.

### A-4F
- A-4F: Phiên bản tinh chỉnh chiếc A-4E với các thiết bị điện tử bổ sung được đặt trong một gù trên lưng thân máy bay (tính năng này được lắp ngược lại cho những chiếc A-4E và vài chiếc A-4C), và động cơ mạnh hơn J52-P-8A lực đẩy 9.300 lbf (41 kN), sau này được nâng cấp lên kiểu J52-P-408 11.200 lbf (50 kN), có 147 chiếc được chế tạo. Một số được sử dụng trong Phi đội Thao diễn Blue Angels từ năm 1973 đến năm 1986.
  - TA-4F: Phiên bản huấn luyện A-4F hai chỗ ngồi, 241 chiếc.
    - OA-4M: 23 chiếc TA-4F cải tiến cho nhiệm vụ Kiểm soát bay tiền phương (Forward Air Control) trong lực lượng Thủy quân Lục Chiến.
    - EA-4F: bốn chiếc TA-4F cải biến để huấn luyện chiến tranh phản công điện tử.

  - TA-4J: Phiên bản huấn luyện A-4F hai chỗ ngồi, không có hệ thống vũ khí và động cơ yếu hơn. Có 277 chiếc được chế tạo mới, và hầu hết những chiếc TA-4F sau này được năng cấp lên cấu hình này.
  - A-4G: tám chiếc đóng mới cho Hải quân Hoàng gia Australia  với những thay đổi nhỏ từ kiểu A-4F, đặc biệt là không có "gù lưng" chứa thiết bị điện tử. Sau đó, thêm tám chiếc A-4F khác được cải biến theo tiêu chuẩn này cho Australia. A-4G mang được bốn tên lửa Sidewinder AIM-9B dưới cánh giúp gia tăng khả năng phòng thủ hạm đội.
    - TA-4G: hai chiếc A-4G phiên bản huấn luyện được đóng mới, và thêm hai chiếc được cải biến từ kiểu TA-4F.

  - A-4H: 90 máy bay dành cho Không quân Israel dựa trên kiểu A-4F. Nó sử dụng pháo DEFA 30 mm với 150 viên đạn mỗi khẩu thay cho pháo 20 mm của Mỹ. Sau đó, một số chiếc A-4E được cải biến theo tiêu chuẩn này. Chúng cuối cùng được cải tiến kéo dài ống thoát khí để bảo vệ chống lại các loại tên lửa tầm nhiệt.
    - TA-4H: 25 chiếc phiên bản huấn luyện cho kiểu trên. Chúng hiện vẫn còn đang được sử dụng, được tân trang với hệ thống điện tử và các hệ thống mới khác để phục vụ cho đến ít nhất là năm 2010.

  - A-4K: mười máy bay dành cho Không quân Hoàng gia New Zealand. Trong thập niên 1990 chúng được nâng cấp trong Kế hoạch KAHU với radar và hệ thống điện tử mới, được trang bị tên lửa AGM-65 Maverick và AIM-9 Sidewinder, cùng GBU-16 Paveway II, một loại bom dẫn đường bằng laser. Không quân Hoàng gia New Zealand cũng cải biến một chiếc A-4C và mười chiếc A-4G lên tiêu chuẩn A-4K.
    - TA-4K: bốn chiếc phiên bản huấn luyện cho kiểu trên. Chiếc thứ năm sau đó được lắp ráp tại chỗ từ linh kiện rời. Kế hoạch bán những chiếc A-4K và TA-4K nguyên của Không quân Hoàng gia New Zealand cho một tổ chức huấn luyện bay tư nhân tại Mỹ được công bố vào tháng 9 năm 2005.

### A-4M
- A-4M: Kiểu dành cho Thủy quân Lục chiến với hệ thống điện tử cải tiến và động cơ J52-P-408 mạnh hơn có lực đẩy 11.200 lbf (50 kN), buồng lái mở rộng, hệ thống nhận biết bạn-thù. Sau này được trang bị hệ thống ném bom góc tốc độ (ARBS) Hughes AN/ASB-19 với thiết bị định vị TV và laser, 158 chiếc được chế tạo.
  - A-4N: 117 chiếc A-4M cải tiến dành cho Không quân Israel.
  - A-4KU: 30 chiếc A-4M cải tiến dành cho Không quân Kuwait. Brazil mua 20 chiếc cũ và gọi tên là AF-1. Đang được sử dụng trong Hải quân Brazil trên tàu sân bay.
    - TA-4KU: Ba chiếc phiên bản tân trang huấn luyện cho kiểu bên trên. Brazil cũng mua thêm một số máy bay cũ và gọi chúng là AF-1A.

  - A-4AR: 36 chiếc A-4M tân trang dành cho Argentina. Được gọi là Fightinghawk.
    - TA-4R: Phiên bản tân trang huấn luyện hai chỗ ngồi dành cho Argentina.

  - A-4Y: Tên gọi dự định dành cho kiểu A-4M cải tiến trang bị ARBS, nhưng không được Hải quân và Thủy quân Lục chiến Mỹ chấp nhận.

## Các nước sử dụng

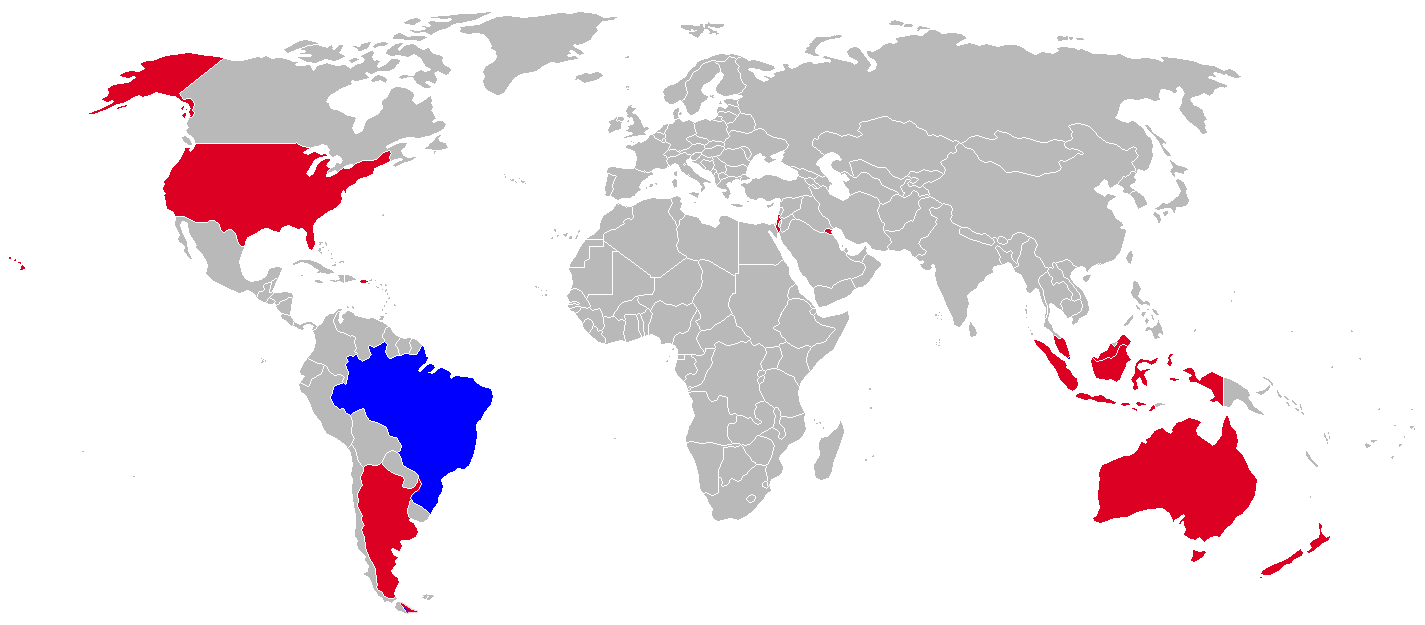
Các nước đang sử dụng A-4 in màu xanh đậm, các nước từng sử dụng in màu đỏ.

ArgentinaKhông quân Argentine
Hải quân Argentine
 BrasilHải quân Brazil
 IndonesiaKhông quân Indonesia
 IsraelKhông quân Israel
 KuwaitKhông quân Kuwait
 SingaporeKhông quân Cộng hoà Singapore
 ÚcKhông quân Hoàng gia Australia
 MalaysiaKhông quân Hoàng gia Malaysia
 New ZealandKhông quân Hoàng gia New Zealand
 Hoa KỳHải quân Hoa Kỳ
Thủy quân Lục chiến Hoa Kỳ
Hải quân Trừ bị Hoa Kỳ

## Đặc điểm kỹ thuật (A-4F Skyhawk)
Tham khảo: http://www.globalsecurity.org/military/systems/aircraft/a-4-specs.htm

### Đặc điểm chung
- Đội bay: 1 người (2 người trên TA-4J,TA-4F,OA-4F)
- Chiều dài: 12,22 m (40 ft 3 in)
- Sải cánh: 8,38 m (26 ft 6 in)
- Chiều cao: 4,57 m (15 ft)
- Diện tích bề mặt cánh: 24,15 m² (259 ft²)
- Kiểu cánh: NACA 0008-1.1-25 root, NACA 0005-0.825-50 tip
- Trọng lượng không tải: 4.750 kg (10.450 lb)
- Trọng lượng có tải: 8.318 kg (18.300 lb)
- Trọng lượng cất cánh lớn nhất: 11.136 kg (24.500 lb)
- Động cơ: 1 × động cơ Pratt & Whitney J52-P8A turbo phản lực, lực đẩy 41 kN (9.300 lbf); >10.000 lbf đối với A-4M và OA-4M

### Đặc tính bay
- Tốc độ lớn nhất: 1.077 km/h (585 knot; 673 mph)
- Tầm bay tối đa: 3.220 km (1.700 nm; 2.000 mi)
- Trần bay: 12.880 m (42.250 ft)
- Tốc độ lên cao: 43 m/s (8.440 ft/min)
- Áp lực cánh: 344,4 kg/m² (70,7 lb/ft²)
- Tỉ lệ lực đẩy/khối lượng: 0,51

### Vũ khí
- 2 × pháo 20 mm (0,787 in) Colt Mk 12, với 100 quả đạn mỗi khẩu
- Bom: 4.490 kg (9.900 lb) gắn trên 5 đế trên cánh và thân
- Tên lửa đối không:
  - 4 x AIM-9 Sidewinder
- Có khả năng mang các loại tên lửa: AGM-45 Shrike, AGM-65 Maverick, AGM-62 Walleye, AGM-12 Bullpup, bom chùm Rockeye Mk.20 và Rockeye Mk.7/APAM-59, bom Mk.81 (250 lb) và Mk.82 (500 lb), vũ khí hạt nhân.

### Máy bay liên quan
- A-4AR Fightinghawk
- A-4SU Super Skyhawk

### Máy bay tương tự
- A-7 Corsair II
- AV-8 Harrier II
- T-45 Goshawk

### Trình tự thiết kế
- Trình tự Loạt A Hải quân (trước năm 1962)
  - AD - A2D - A3D - A4D
- Trình tự Thống nhất các binh chủng (sau năm 1962)
  - A-1 - A-2 - A-3 - A-4 - A-5 - A-6 - A-7

### Danh sách liên quan
- Danh sách máy bay chiến đấu
- Danh sách máy bay quân sự Hoa Kỳ